# Gazit-Globe
Gazit-Globe (hebrejsky: גזית-גלוב, Gazit Glob, zkratka GLOB) je izraelská firma.

## Popis
Jde o firmu zaměřující se na realitní trh. Je obchodována na Telavivské burze cenných papírů a je zařazena do indexu TA-25. Patří mezi přední nadnárodní realitní a developerské společnosti. Soustřeďuje se na trh s nákupními centry, zdravotnickými komplexy a areály domovů pro seniory. Od roku 1991 expandovala do USA. Její dceřiné firmy jsou obchodovány na dalších burzách jako New York Stock Exchange, Toronto Stock Exchange, Helsinki Stock Exchange, Euronext nebo na Vienna Stock Exchange. Celkem působí v 20 zemích (včetně Česka) a vlastní či spravuje přes 660 komplexů s hrubou plochou prostor k pronájmu přes 7 milionů čtverečních metrů. Celková aktiva dosahují cca 19 miliard dolarů. Prezidentem firmy je Roni Sofer. 58,5% podíl ve firmě drží Norstar Holdings.
Podle dat z roku 2010 byla Gazit-Globe největším podnikem v sektoru realitních společností v Izraeli podle vlastního kapitálu, který roku 2010 dosáhl 5,915 miliardy šekelů.